# Richard Owen

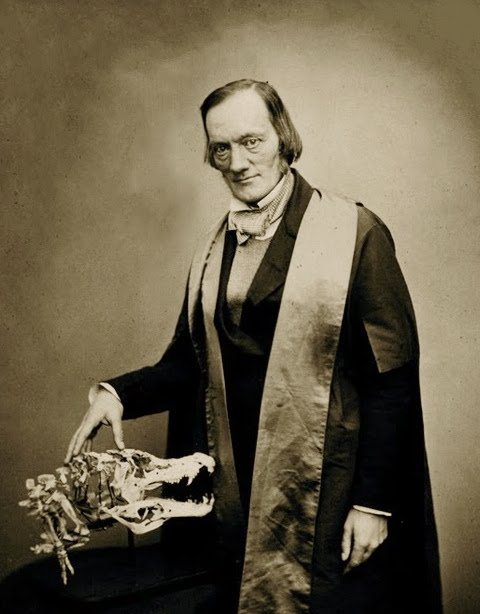
Richard Owen (1856)

Sir Richard Owen (* 20. Juli 1804 in Lancaster; † 18. Dezember 1892 im Richmond Park von London) war ein britischer Mediziner, Zoologe, vergleichender Anatom, Physiologe und Paläontologe. Er wird nach Charles Darwin als zweitbedeutendster Naturforscher des Viktorianischen Zeitalters angesehen.
Von 1827 bis 1856 katalogisierte Owen, zunächst als Gehilfe und später als Kurator des Hunterian Museum des Royal College of Surgeons of England, den umfangreichen wissenschaftlichen Nachlass von John Hunter. Er schrieb bedeutende Arbeiten zur vergleichenden Osteologie und Odontologie der Wirbeltiere. Während seiner Untersuchungen an in Großbritannien gefundenen Reptilienfossilien prägte er 1841 den Begriff „Dinosauria“. Im darauf folgenden Jahr revidierte er Georges Cuviers Gruppen der Wiederkäuer (Ruminantia) und der Dickhäuter (Pachydermata) und ersetzte diese durch die noch heute gebräuchlichen Untergruppen der Paarhufer (Artiodactyla) und Unpaarhufer (Perissodactyla). 1843 führte Owen den Begriff der Homologie ein und trennte ihn vom ähnlichen Begriff der Analogie. Unter Anwendung seines Homologie-Prinzips konstruierte Owen einen abstrakten „Archetypus“, anhand dessen er die Entwicklung der Wirbeltiere teleologisch erklärte.
Während seines Wirkens als Superintendent der naturgeschichtlichen Sammlung des Britischen Museums setzte er sich für die Errichtung eines unabhängigen Naturgeschichtsmuseums, des heutigen Natural History Museum, ein, dessen erster Direktor er bis 1883 war.

## Leben und Wirken

### Herkunft und Ausbildung

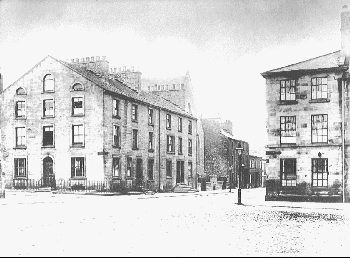
Owens Geburtshaus Thurnham Street Ecke Brock Street in Lancaster

Richard Owen war das sechste und jüngste Kind und der zweite Sohn von Richard Owen (1754–1809) und Catherine Longworth (geborene Parrin, † 1838). Sein Vater war Kaufmann im Westindien-Handel, seine Mutter stammte von nach England eingewanderten französischen Hugenotten ab. Als sein Vater starb, zog die Familie in das Gebiet von Castle Hill, wo seine Mutter ein Mädcheninternat gründete. Ab 1810 besuchte er die Lancaster Royal Grammar School, auf der er bis zu seinem 16. Lebensjahr blieb. 1820 ging er vier Jahre bei drei verschiedenen Chirurgen und Apothekern in Lancaster in die Lehre, wobei er auch Leichen aus dem lokalen Gefängnis sezierte. In dieser Zeit entdeckte er seine Vorliebe für die Anatomie. Im Oktober 1824 schrieb sich Owen an der Universität Edinburgh ein. Neben den Kursen, die er für eine formale Zulassung als Mediziner benötigte, besuchte er die Vorlesungen von John Barclay (1758–1826) über vergleichende Anatomie. Von Barclay erhielt Owen eine Empfehlung an John Abernethy, Professor am St Bartholomew’s Hospital in London und Präsident des Royal College of Surgeons. Nach nur einem halben Jahr in Edinburgh erhielt er von Abernethy die Stelle des Prosektors für dessen chirurgische Vorlesungen. Ein Jahr später hatte er mit 22 Jahren das Mindestalter für die Aufnahme in das Royal College of Surgeons erreicht. Er bestand die Aufnahmeprüfung und wurde am 11. August 1826 Mitglied des Royal College of Surgeons. Um seinen Lebensunterhalt zu verdienen, eröffnete Owen in Took’s Court in der Nähe von Lincoln’s Inn Fields eine Arztpraxis.

### Katalogisierung der Hunter-Sammlung

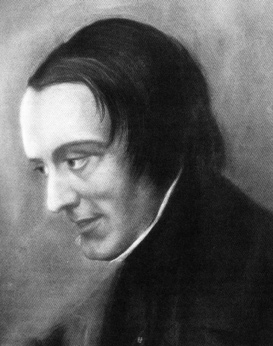
Der junge Richard Owen (um 1835)

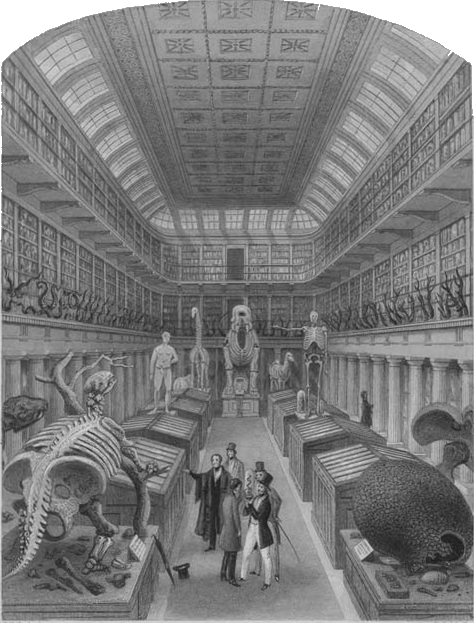
Das Innere des Hunterian Museums 1844. Gezeichnet von Thomas Hosmer Shepherd, gestochen von Edward Radclyffe (1810–1863)

Im Jahr 1800 hatte die britische Regierung die Sammlung des Chirurgen John Hunter erworben und dem Royal College of Surgeons mit dem Auftrag, diese zu katalogisieren, überlassen. Als Kurator des Hunterian Museum wurde William Clift (1775–1849), der Hunters letzter Schüler und Assistent war, beschäftigt, der jedoch dieser Aufgabe nicht nachkam. Das Royal College of Surgeons wurde dafür, unter anderem durch Thomas Wakley im Magazin The Lancet, heftig kritisiert. Das Direktorium des Museums beschloss daher, seine Unterstützung für Clift einzustellen. Auf Empfehlung des Präsidenten des Royal College of Surgeons Abernethy wurde Owen angestellt. Am 7. März 1827 begann Owen seine Tätigkeit am Hunterian Museum bei William Clift.
Owen verstand sich gut mit Clift und dessen fast gleichaltrigem Sohn William Home Clift (1803–1832), der als Clifts Nachfolger am Museum vorgesehen war. Im September 1827 lernte Owen auch die zwei Jahre ältere Tochter Clifts, Caroline Amelia Clift (1801–1873), kennen und verlobte sich bereits in der Weihnachtszeit desselben Jahres mit ihr.
Die wissenschaftliche Arbeit am Museum begeisterte Owen, bot sie ihm doch völlig andere Möglichkeiten als seine Arztpraxis. Ab 1828 gab er Zusatzvorlesungen über vergleichende Anatomie am St Bartholomew’s Hospital. Ein Jahr später wurde Owen fest am Museum angestellt. Sein Einkommen reichte jedoch immer noch nicht aus, um Clifts Tochter zu heiraten. Owen setze daher seine medizinischen Studien fort und bestand Anfang 1830 die Prüfungen der Worshipful Society of Apothecaries. Kurzzeitig spielte er mit dem Gedanken, eine Stelle als Arzt in Birmingham anzunehmen, blieb aber schließlich in London und zog zur Familie Clift um.
Während Owen an den ersten Teilen des Kataloges der Hunter-Sammlung arbeitete, erhielt das Museum Besuch von Georges Cuvier, den Owen aufgrund seiner Französischkenntnisse durch das Museum führen durfte. Cuvier lud Owen daraufhin ein, ihn in Paris zu besuchen.
Am 9. November 1830 fand das erste der zwei Jahre lang vierzehntäglich stattfindenden Treffen des Committees of Science and Correspondence der Zoological Society of London in der Bruton Street statt. Das Komitee hatte sich konstituiert, um Fragen und Experimente zur Tierphysiologie zu fördern. Owen hielt an diesem Tag einen Vortrag über die Anatomie eines kurz zuvor im Londoner Zoo verendeten Orang-Utans, der in den Proceedings des Komitees publiziert wurde und seine erste wissenschaftliche Veröffentlichung war. Durch seine Mitgliedschaft in der Gesellschaft konnte er die Kadaver der Tiere des Londoner Zoos untersuchen. In der kurzen Zeit des Bestehens der Proceedings war Owen mit 28 Artikeln über die Anatomie verschiedener Säugetiere der produktivste Beitragende.
Im Frühjahr 1831 waren die ersten sechs Bereiche der Hunter-Sammlung katalogisiert. Das Aufsichtsgremium des Museums war mit Owens Arbeit zufrieden und beauftragte ihn, sich als Nächstes mit den „Physiological Series“ von Hunters Sammlung zu beschäftigen, für deren Bearbeitung das Gremium drei Jahre veranschlagte. Im Sommer folgte Owen Cuviers Einladung nach Paris und verbrachte dort einen Monat. Am Jardin des Plantes lernte er Cuviers Förderer Étienne Geoffroy Saint-Hilaire kennen. Seine Pariser Gastgeber empfahlen ihm Jean-Baptiste de Lamarcks Werk Philosophie Zoologique, das Owen interessiert studierte.
Owens wissenschaftlicher Ruf wuchs. George Bennett schickte ein bisher sehr seltenes Exemplar der Gattung Nautilus nach London. Owen wurde mit der Analyse diese Exemplars betraut. Nach fünf Monaten des Sezierens hatte er genug Material für sein erstes eigenes Buch zusammengetragen. 1832 erschien Memoir on the Pearly Nautilus mit zahlreichen, detailgenauen Zeichnungen, die er selbst angefertigt hatte. Seine 1832 durchgeführten anatomischen Untersuchungen des „seltsamen“ Schnabeltiers Ornithorhynchus paradoxus bewiesen, dass es sich um ein Säugetier handelte.
Am 11. September 1832 verunglückte der Sohn Clifts bei einem Unfall mit einer Droschke schwer und starb sechs Tage später an den Folgen seiner Verletzungen. Owen wurde dadurch zum designierten Nachfolger Clifts als Kurator des Museums. 1833 erschien der erste Band der „Physiological Series“, die ihn noch bis zum Frühjahr 1841 beschäftigte. Als von 1834 bis 1835 das Museum umgebaut und erweitert wurde, leitete Owen die erforderlichen Maßnahmen. Er wurde Assistenzkurator. Sein Einkommen war nun ausreichend, um am 20. Juli 1835 in der St. Pancras Church in London Clifts Tochter Caroline Amelia zu heiraten.
1839 wurde das „Board of Curators“ des Museums in das „Museum Committee“ umgewandelt und neu besetzt. Um etwa 1840 wurde das Komitee immer unzufriedener damit, wie Owen seine Zeit verbrachte. Beispielsweise beschäftigte Owen sich, ohne die Erlaubnis des Komitees eingeholt zu haben, intensiv mit den von Charles Darwin mitgebrachten Fossilien. Am 25. Januar 1842 kam es zu einem Treffen mit dem Museumskomitee. Es verlangte von Owen, zukünftig nichts ohne seine Zustimmung zu veröffentlichen und bot ihm im Gegenzug dafür die Stelle des Konservators an. Owen willigte unter der Bedingung ein, dass er keine Besucher im Museum herumführen müsse. Diese Aufgabe übernahm Clift, der zum Senior-Konservator ernannt wurde. Die Stelle des Konservators des Hunterian Museums übte Owen vierzehn Jahre lang (bis 1856) aus. Sein Nachfolger wurde John Thomas Quekett, der seit 1843 Owens Assistent war. Mit seiner Ernennung zum Kurator konnte sich Owen vollständig der wissenschaftlichen Arbeit zuwenden.

### Anerkennung als Wissenschaftler
Bereits am 18. Dezember 1834 wurde Owen in die Royal Society aufgenommen. Im gleichen Jahr veröffentlichte er die formale Beschreibung des von James Paget entdeckten Fadenwurms Trichinella spiralis, Ursache der Trichinellose, und wurde auf den Lehrstuhl für vergleichende Anatomie am St Bartholomew’s Hospital berufen. 1836 wurde Owen Nachfolger von Charles Bell als „Hunterian Professor“ für vergleichende Anatomie und Physiologie am Royal College of Surgeons. Im April desselben Jahres übertrug ihm das Direktorium des Hunter-Museums die neue Stelle des Hunter-Professors für vergleichende Anatomie und Physiologie. Beide Lehrstühle hatte er bis 1855 inne. Von 1837 an hielt Owen jährlich 24 sogenannte „Hunter-Vorlesungen“.
Die Geological Society ehrte Owen 1838 für seine Arbeit an den Beagle-Fossilien mit der Wollaston-Medaille. Er unterstützte die Gründung der Microscopical Society of London  und fungierte ab 1840 als deren erster Präsident. Für seine vergleichende anatomische Studie über Zähne, deren erster Band unter dem Titel Odontography erschien, hatte Owen auch mikroskopiert. Nach seiner Monografie über die Gattung Nautilus wurde Owen ein anerkannter Experte der Kopffüßer (Cephalopoda). Sein besonderes Interesse galt zu dieser Zeit auch den Beutelsäugern (Marsupialia) und Kloakentieren (Monotremata), über die er für Robert Todds Cyclopedia of Anatomy and Physiology (1841) die entsprechenden Artikel verfasste. Bis 1840 hatte Owen 157 wissenschaftliche Artikel veröffentlicht, die er meist vor der Zoological Society, der Royal Society, der Geological Society, der Linnean Society und der British Association for the Advancement of Science präsentierte.
Owens Mitgliedschaften im renommierten Athenaeum Club (1840) und im Literaturklub The Club (20. Mai 1845) festigten seinen Ruf in der Londoner Gesellschaft. 1847 wurde er zum Ehrenmitglied der Medical and Chirurgical Society of London ernannt. Die Royal Society verlieh ihm für seine wissenschaftlichen Arbeiten 1846 die Royal Medal und 1851 für sein Gesamtwerk die Copley-Medaille. Für seine Verdienste gewährte ihm Königin Victoria 1852 lebenslanges Wohnrecht im Haus Sheen Lodge im Richmond Park. Während dieser Jahre verlagerte sich der Schwerpunkt von Owens Interessen immer mehr von der vergleichenden Anatomie auf das Gebiet der Paläontologie.

### „Old Bones“ und die Dinosaurier

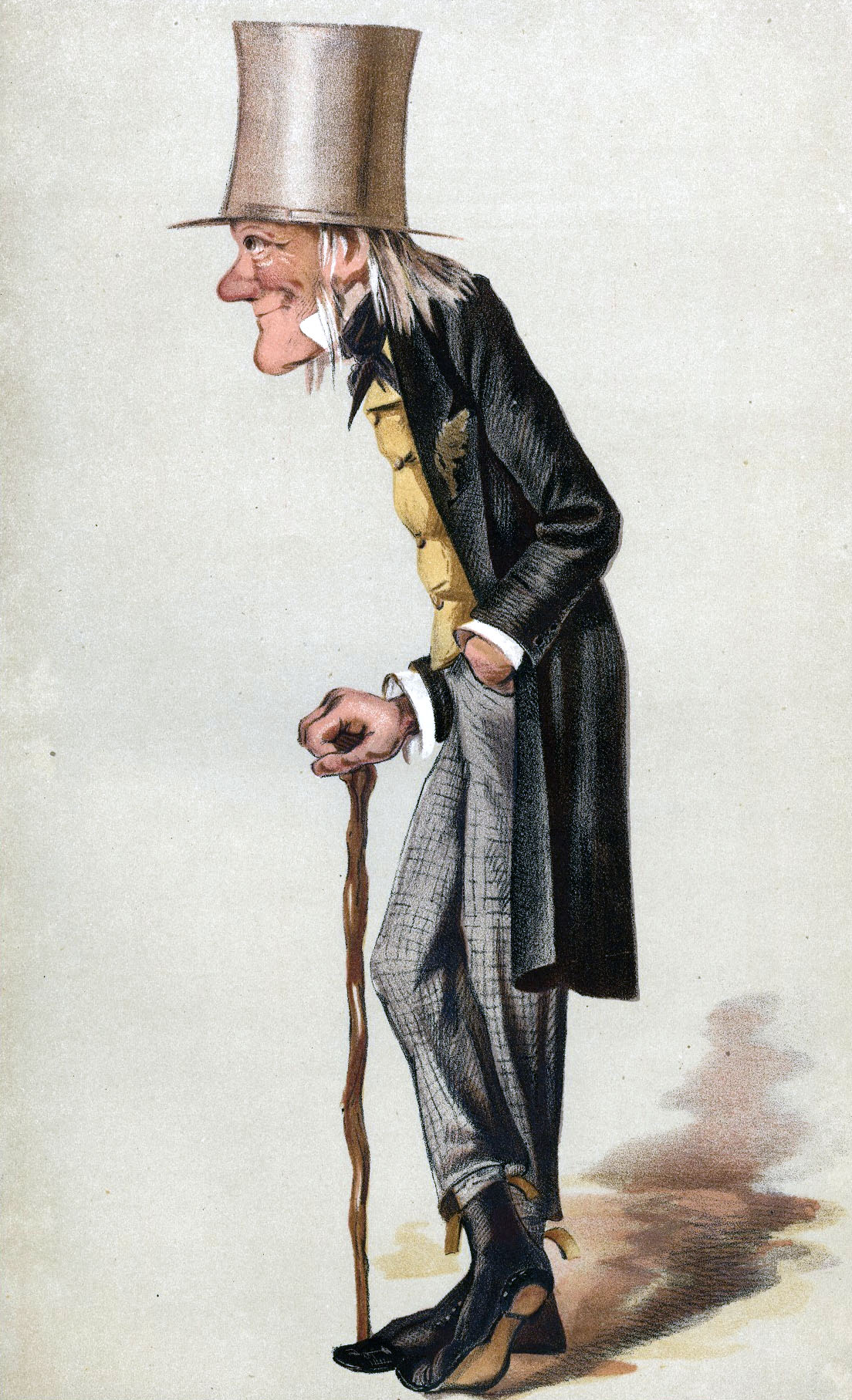
„Old Bones“ – Karikatur von Carlo Pellegrini in der Zeitschrift Vanity Fair vom 1. März 1873

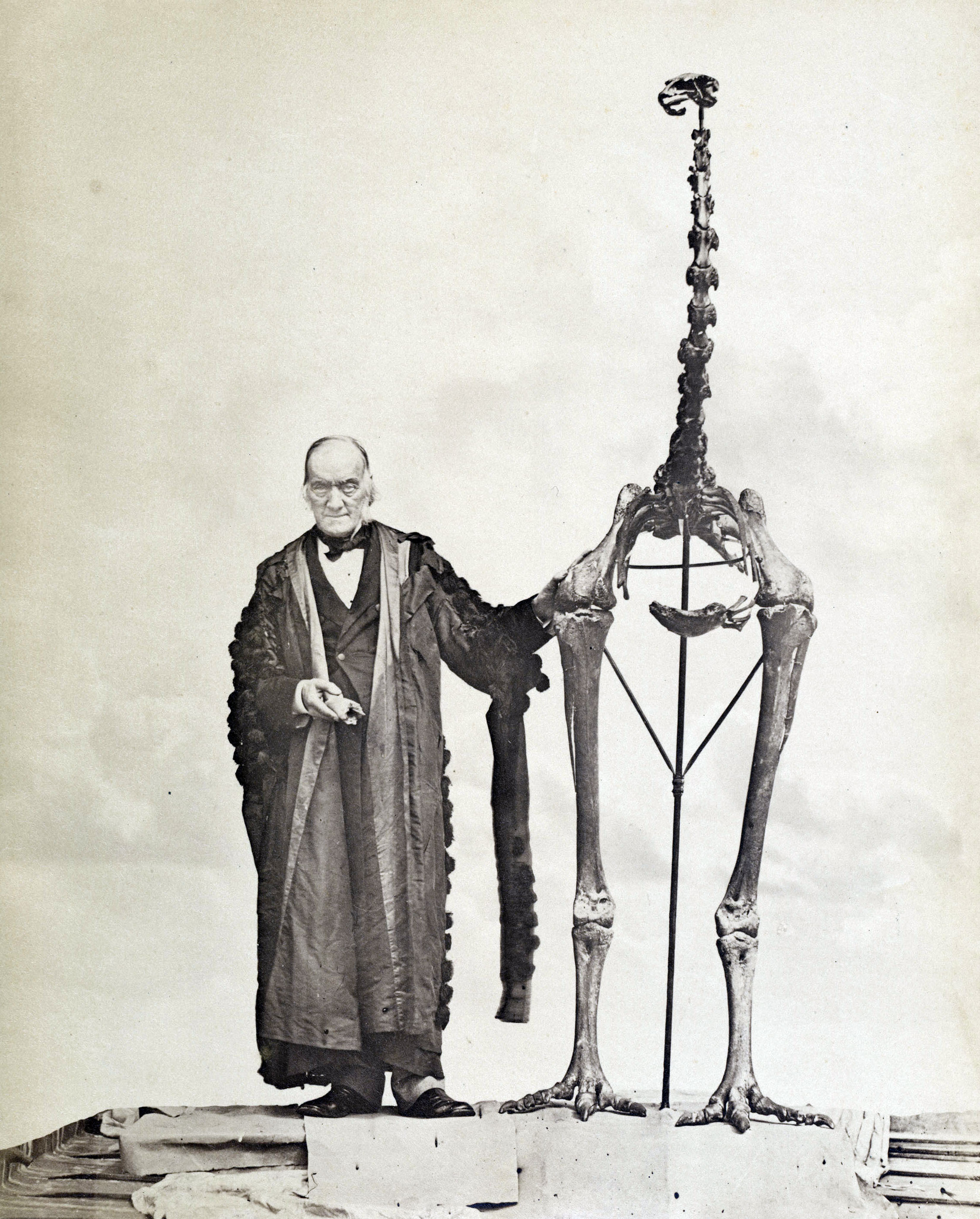
Richard Owen neben dem Skelett des Moas Dinornis novaezealandiae. In der rechten Hand hält er einen der ursprünglich von John Rule nach London gebrachten Knochen (1878)

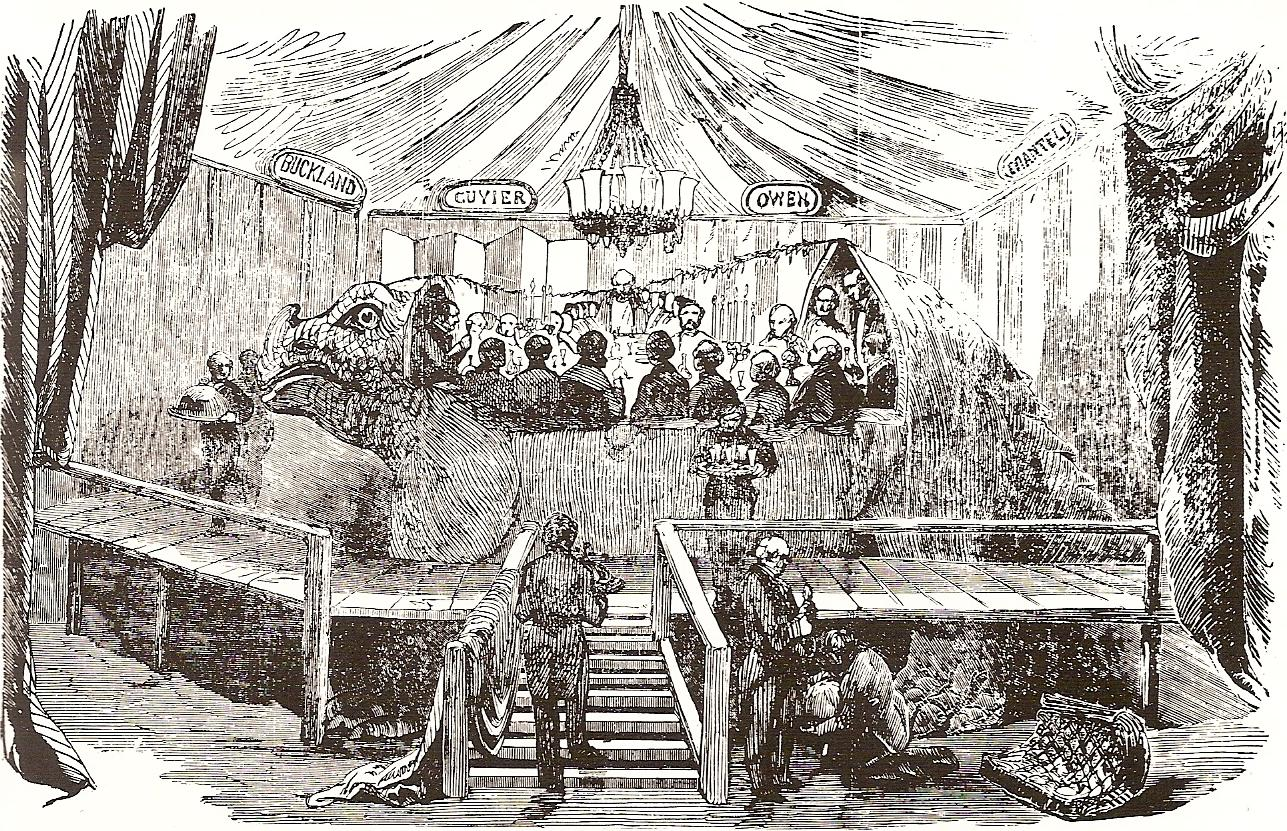
Das Neujahrsdinner von 1854. Abbildung in The Illustrated London News vom 7. Januar 1854.

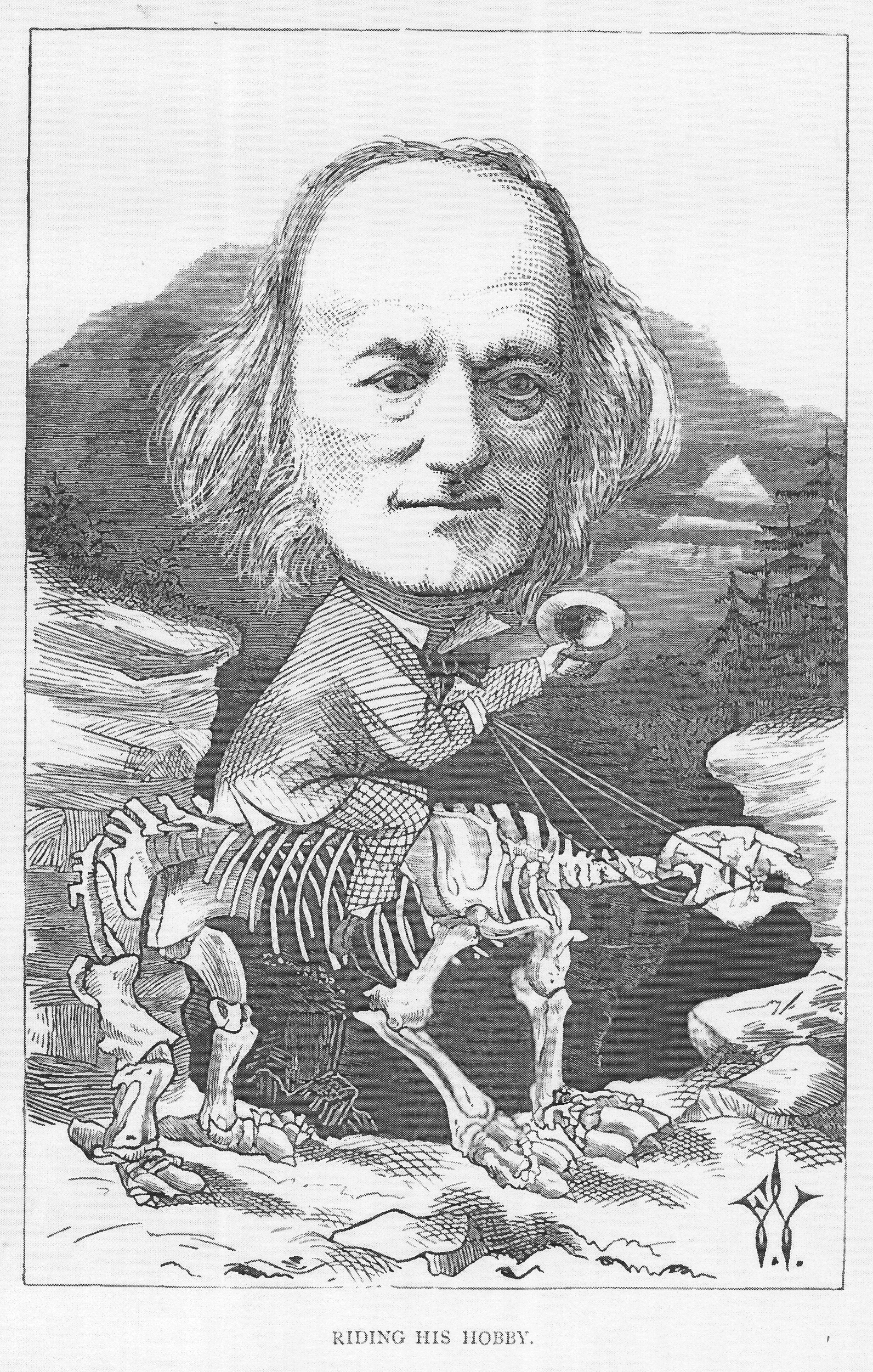
Karikatur von Frederick Waddy, die Richard Owen zeigt, wie er auf einem Skelett des Riesenfaultieres Megatherium reitet (1873)

Der von seinen Bewunderern „Englischer Cuvier“ genannte und vom Magazin Vanity Fair 1873 als „Old Bones“ verspottete Owen kam zum ersten Mal mit „alten Knochen“ in engeren Kontakt, als er im Sommer 1832 William Clift nach Oxford begleitete. Am Abend des 23. Juni sprach dort William Buckland im Rahmen des ersten Treffens der neu gegründeten British Association for the Advancement of Science über die fossilen Überreste des Megatherium.
Am 29. Oktober 1836 lernten sich Owen und Charles Darwin bei Charles Lyell kennen. Darwin war Anfang des Monats von seiner fast fünfjährigen Reise mit der Beagle zurückgekehrt, während der er in Südamerika auch zahlreiche Fossilien gefunden hatte. Darwin überredete Owen, sich die Funde anzusehen. Das erste durch Owen untersuchte Fossil war ein Schädel, den Darwin 120 Meilen nordwestlich von Montevideo entdeckt hatte. Er gehörte zu einem flusspferdartigen Lebewesen, das Owen später Toxodon platensis nannte. Owen übernahm schließlich für das von Darwin herausgegebene Werk The Zoology of the Voyage of H.M.S. Beagle die Bearbeitung der „Fossilen Säugetiere“, deren Teile von Februar 1838 bis April 1840 in vier Lieferungen erschienen.
1837 forderte die British Association for the Advancement of Science eine systematische Untersuchung der in Großbritannien gefundenen Reptilienfossilien. Der dreiköpfige Beirat der Gesellschaft, zu der auch Owens Schwiegervater gehörte, gewährte eine großzügige finanzielle Unterstützung von 200 Pfund und beauftragte Owen, die notwendigen Forschungen durchzuführen. Auf dem Treffen der Gesellschaft im August 1839 in Birmingham legte Owen den ersten Teil des Report on British Fossil Reptiles vor, der ausschließlich maritime britische Reptilienfossilien (Enaliosauria) behandelte. Er beschrieb darin 16 Arten der Gattung Plesiosaurus und 10 Arten der Gattung Ichthyosaurus, verschwieg dabei jedoch viele Funde von Gideon Mantell. Zwei Jahre später folgte am 2. August 1841 in Plymouth die Fortsetzung seines Berichtes, in dem das Wort „Dinosauria“ geprägt wurde. Owen klassifizierte die fossilien Reptilien unter den Ordnungen Crocodilia, Dinosauria, Lacertilia, Pterosauria, Chelonia, Ophidia und Batrachia. Von elf zu dieser Zeit bekannten Dinosauriergattungen schloss er nur drei Gattungen in seine Ordnung Dinosauria ein, klassifizierte sechs falsch und übersah die beiden Gattungen Macrodontophion (heute als Nomen dubium angesehen) und Plateosaurus ganz. Dennoch wurde seine Arbeit als Fortschritt gegenüber denen von Georges Cuvier und Hermann von Meyer gesehen.
Mantell und Owen waren seit den 1840er Jahren in bittere Rivalitäten verwickelt zunächst über die Einordnung verschiedener Fossilien wie Pterosaurier und Moas. Beide versuchten zu verhindern, dass der andere mit der Royal Medal ausgezeichnet wurde und Mantell war erbittert über die Vereinnahmung der Dinosaurier, dem Gebiet auf dem Mantell berühmt wurde, durch Owens Benennung.
Bereits 1839 hatte Owen drei aus Neuseeland stammende Knochenfragmente untersucht und aus ihnen auf einen möglicherweise ausgestorbenen straußenähnlichen Vogel geschlossen: „...I am willing to risk the reputation for it on the statement that there has existed, if there does not now exist, in New Zealand, a Struthious bird, nearly, if not quite, equal in size to the Ostrich.“ Seine Annahme bestätigte sich, als er 1843 von Buckland zwei Kisten mit Knochen aus Neuseeland erhielt. Im Laufe seines Lebens sollte Owen über 30 Artikel über die Moas verfassen.
Über das erste nahezu vollständig erhaltene Skelett von Glossotherium, das 1841 bei Buenos Aires gefunden wurde, verfasste er 1842 eine umfangreiche Monografie. Untersuchungen an fossilen Überresten zweier Arten der Gattung Hyopotamus führten Owen 1848 zur Revidierung von Cuviers Systematik der Huftiere. Dabei ersetzte er Cuviers Gruppen der Wiederkäuer (Ruminantia) und der Dickhäuter (Pachydermata) durch die Untergruppen der Paarhufer (Artiodactyla) und Unpaarhufer (Perissodactyla).
Nach dem Ende der Ersten Weltausstellung im Oktober 1851 beschloss das britische Parlament den Crystal Palace auf einem größeren Gelände wiederzuerrichten und die Ausstellung zu erweitern. Bestandteil des Freigeländes sollten lebensgroße, aus Beton gefertigte, Plastiken von Dinosauriern sein, die beim Bildhauer Benjamin Waterhouse Hawkins in Auftrag gegeben wurden. Nachdem Mantell es abgelehnt hatte, dem Projekt beratend zur Seite zu stehen, wurde Owen 1853 gebeten, die Beratung bei der anatomischen Rekonstruktion zu übernehmen. Hawkins hielt sich jedoch in vielen Detailfragen nicht an Owens Vorgaben. So tragen beispielsweise die beiden Iguanodon-Modelle ein Horn auf dem Kopf. Alle Dinosaurier wurden als Vierbeiner dargestellt. Erst durch spätere Funde von Joseph Leidy im Jahr 1866 wurde diese verallgemeinernde Darstellung widerlegt. Zu Neujahr 1854 veranstaltete die Crystal Palace Company zu Ehren von Owen im Inneren einer Iguanodon-Gussform eine Dinnerparty für 22 Gäste. Die am 10. Juni 1854 eröffnete Ausstellung im Dinosaur Court machte die Dinosaurier einer breiteren Öffentlichkeit bekannt. 1855 wurde Owen in die American Academy of Arts and Sciences gewählt. Im Jahr 1857 wurde er zum Mitglied der Leopoldina gewählt, 1865 der National Academy of Sciences.
Mit der Erstbeschreibung der ausgestorbenen Gattung Thylacoleo begann 1857 eine langjährige Beschäftigung mit den fossilen Säugetieren Australiens, die er 1877 in einem zweibändigen Werk zusammenfassend darstellte. 1862 setzte er sich in seiner Eigenschaft als Leiter der naturhistorischen Sammlung des Britischen Museums für den Ankauf des im Vorjahr bei Solnhofen entdeckten Archaeopteryx ein. In seiner 1863 erschienenen Monografie über das Exemplar erkannte er jedoch nicht, dass es sich bei dem Fossil um eine Übergangsform zwischen den Reptilien und den Vögeln handelte.

### Beiträge zur Gründung des Natural History Museum
1856 gab Owen sein Amt als Kurator des Hunter-Museums wegen fortdauernder Unstimmigkeiten mit dessen Council auf. Er wurde erster Superintendant der naturgeschichtlichen Sammlung des Britischen Museums und im gleichen Jahr Fuller-Professor für Anatomie und Physiologie an der Royal Institution of Great Britain. Von 1857 bis 1861 hielt er Vorlesungen über Paläontologie an der Royal School of Mines, die als Palaeontology. Or: A Systematic Summary of Extinct Animals and Their Geological Relations veröffentlicht wurden. 1858 wurde Owen Präsident der British Association for the Advancement of Science und trat im September 1858 zum ersten Mal öffentlich für eine Auslagerung der naturhistorischen Sammlung des Britischen Museums in ein eigenständiges Museum ein. Im Februar 1859 legte er einen ersten detaillierten Plan dafür vor. Diesen Plänen trat im November insbesondere Thomas Henry Huxley entgegen. Von 1860 bis 1863 kam es zu einer anhaltenden Parlamentsdebatte über dieses Thema. 1861 hielt Owen vor der Royal Institution den Vortrag On a New Natural History Museum und veröffentlichte in der Zeitschrift Athenaeum drei Artikel. Die Trustees des Britischen Museums sprachen sich schließlich für eine Trennung aus. Allein in der Zeit von 1856 bis 1863 publizierte Owen über einhundert Veröffentlichungen. 1872 bewilligte das Parlament schließlich die für den Neubau notwendigen Mittel. Als das neu errichtete Natural History Museum im April 1881 eröffnet wurde, war Owen dessen erster Direktor.

### Owen und die Evolutionstheorie
Owen selbst glaubte zwar anfangs an die Unveränderlichkeit der Arten und folgte darin Georges Cuvier, revidierte das aber insbesondere aufgrund seiner eigenen Studien in vergleichender Anatomie, die zur Herausbildung seines Konzepts des Archetypus führten, eines göttlich bestimmten Urplans, von dem sich die Baupläne aller Tiere ableiteten. Abweichungen wurden nach Owen verursacht durch eine Reihe von ihm selbst nicht genau spezifizierter sekundärer Einflüsse, die man als Gesetze einer göttlich gelenkten Evolution auffassen kann. In seiner Theorie des Archetypus war er von deutscher Naturphilosophie beeinflusst, insbesondere von Lorenz Oken, den er bewunderte.
Später wurde Owen vielfach als Gegner der Theorie der Evolution von Charles Darwin gesehen. Owen selbst lehnte das Konzept der Veränderung der Arten durch Evolution nicht vollständig ab, lehnte aber Darwins Theorie der natürlichen Auslese als treibender Kraft ab, sondern sah vielmehr das Walten eines Schöpfers. In Publikationen war er in dieser Hinsicht zurückhaltend, er griff Darwins Origin of species auch nur anonym in einer Rezension im Edinburgh Review im April 1860 an, seine Autorschaft war Darwin und seinem Umkreis aber von Anfang an klar.
Bekannt wurde die Kontroverse von Owen mit Darwins Parteigänger Thomas Henry Huxley, zu dem er seit längerem in Rivalität stand. Die Kontroverse war eine der heftigsten und aufsehenerregendsten zwischen Wissenschaftlern im 19. Jahrhundert und betraf die Stellung der Menschenaffen zum Menschen. Die Kontroverse fand in den Jahren nach der Veröffentlichung von Darwins Ursprung der Arten statt und erreichte ihren Höhepunkt auf der Versammlung der British Association for the Advancement of Science in Cambridge 1862. Owen sah trotz weitgehender anatomischer Ähnlichkeit einen entscheidenden Unterschied von Menschenaffen (wie Gorillas) und Menschen im Gehirn. Owen behauptete, dass bestimmte Teile des Gehirns wie der Hippocampus minor (und zwei andere) nur im Gehirn des Menschen vorkämen, worin ihn aber Huxley (unterstützt vom Anatomen William Henry Flower) widerlegte. Die Debatte fand große Aufmerksamkeit in den zeitgenössischen Medien und man war allgemein der Ansicht, dass Huxley daraus als Sieger hervorging.

### Letzte Jahre und Ehrungen

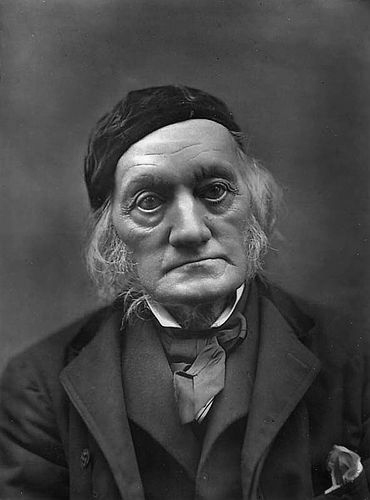
Richard Owen auf einer Woodburytypie von Herbert Rose Barraud (1845–1896), die in seinen letzten Lebensjahren aufgenommen wurde

Nach seinem Rückzug in den Ruhestand 1883 wurde Owen am 5. Januar 1884 zum Knight Commander des Order of the Bath (KCB) und damit zum „Sir“ ernannt. Bereits 1873 war er als Companion of the Order of the Bath (CB) ausgezeichnet worden. 1888 wurde Owen gemeinsam mit Joseph Dalton Hooker mit der Linné-Medaille der Linnean Society of London ausgezeichnet. In Deutschland ehrte man ihn 1852 auf Anregung Alexander von Humboldts mit dem Pour le mérite für Wissenschaften und Künste. Die australische Royal Society of New South Wales ehrte ihn 1878 mit der erstmaligen Vergabe der Clarke-Medaille.
Der Selbstmord seines einzigen Sohns im Jahr 1886 verbitterte ihn. Der ertaubte und an Stomatitis erkrankte Owen verstarb am 18. Dezember 1892 und wurde am 23. Dezember neben seiner Frau auf dem Ham Churchyard nahe Richmond, Surrey (heute zu Greater London gehörend) bestattet.
Ihm zu Ehren ist die Pflanzengattung Owenia F.Muell. aus der Familie der Mahagonigewächse (Meliaceae) benannt worden.

## Schriften (Auswahl)
Eine vollständige Bibliografie befindet sich in The Life of Richard Owen by His Grandson the Rev. Richard Owen, M.A. With the Scientific Portions Revised by C. Davies Sherborn. Also an Essay on Owen’s Position in Anatomical Science by the Right Hon. T.H. Huxley, F.R.S. D. Appleton, New York 1894.

### Bücher
- Memoir on the Pearly Nautilus (Nautilus Pompilius, Linn): With Illustrations of Its External Form and Internal Structure. R. Taylor, London 1832; online
- In: John Ross: Appendix to the Narrative of a Second Voyage in Search of a North West Passage 1829–1833. Natural History. Band 2, S. I–C, London 1834
- The Zoology of the Voyage of H.M.S. Beagle. Fossil Mammalia. London 1838–1840
- Odontography, or a Treatise on the Comparative Anatomy of the Teeth. 2 Bände, H. Bailliere, London 1840–1845, online.
- Description of the Skeleton of an Extinct Gigantic Sloth, Mylodon Robustus, Owen, with Observations on the Osteology, Natural Affinities, and Probable Habits of the Megatherioid Quadrupeds in General. John Van Voorst, London 1842
- Lectures on the Comparative Anatomy and Physiology of the Invertebrate Animals: Delivered at the Royal College of Surgeons, in 1843. London 1843; online
- Lectures on the Comparative Anatomy and Physiology of the Vertebrate Animals: Delivered at the Royal College of Surgeons of England, in 1844 and 1846, Part I. Fishes. London 1846–81 Holzschnitte; online
- A History of British Fossil Mammals and Birds. London 1846 – mit 273 Holzschnitten; online
- On the Archetype and Homologies of the Vertebrate Skeleton. R. and J. E. Taylor, London 1848; online
- On the Nature of Limbs. London 1849
- On Parthenogenesis, Or the Successive Production of Procreating Individuals from a Single Ovum. A Discourse Introductory to the Hunterian Lectures on Generation and Development, for the Year 1849, Delivered at the Royal College of Surgeons of England. London 1849; online
- A History of British Fossil Reptiles. London 1849–1884
  - Band 1: 1849 online
  - Band 2:
  - Band 3: online
  - Band 4:
- Monograph on the Fossil Reptilia of the Wealden and Purbeck Formations. London 1853; online
- The Principal Forms of the Skeleton and the Teeth as the Basis for a System of Natural History and Comparative Anatomy. Philadelphia 1854–76 Holzschnitte; online
- Geology and Inhabitants of the Ancient World. London 1854 – Beschreibung der Ausstellung in Crystal Palace
- Key to the Geology of the Globe: An Essay Designed to Show that the Present Geographical, Hydrographical, and Geological Structures, Observed on the Earth's Crust, Were the Result of Forces Acting According to Fixed, Demonstrable Laws, Analogous to Those Governing the Development of Organic Bodies. London 1857; online
- On the Classification and Geographical Distribution of the Mammalia: Being the Lecture on Sir Robert Reade's Foundation, Delivered Before the University of Cambridge, in the Senate-House, May 10, 1859 : to which is Added an Appendix, “On the Gorilla” and “On the Extinction and Transmutation of Species”. J. W. Parker, London 1859; online
- Palaeontology. Or: A Systematic Summary of Extinct Animals and Their Geological Relations. Edinburgh 1860; online (2. Auflage 1861)
- Memoir on the Megatherium, or Giant Ground-Sloth of America. London 1861; online
- On the Extent and Aims of a National Museum of Natural History: Including the Substances of a Discourse on that Subject, Delivered at the Royal Institution of Great Britain, on the Evening of Friday, April 26, 1861. 1862; online
- Monograph on the Aye-aye. London 1863
- Anatomy of Vertebrates. Longmans, Green and Co., London 1866–1868, 3 Bände
  - Band 1: Fishes and Reptiles
  - Band 2: Birds and Mammals
  - Band 3: Mammals
- Descriptive and Illustrated Catalogue of the Fossil Reptilia of South Africa in the Collection of the British Museum. London 1876; online
- Researches on the Fossil Remains of the Extinct Mammals of Australia, with a Notice of the Extinct Marsupials of England. J. Erxleben, London 1877, 2 Bände
- Memoirs on the Extinct Wingless Birds of New Zealand, with an Appendix on those of England, Australia, Newfoundland, Mauritius, and Rodriguez. 1879; online
- Antiquity of Man as Deduced from the Discovery of a Human Skeleton During the Excavations of the East and West India Dock-Extensions at Tilbury, North Bank of the Thames. John Van Voorst, London 1884

### Kataloge über die Hunter-Sammlung
- Catalogue of the Hunterian Collection in the Museum of the Royal College of Surgeons in London. R. Taylor, London 1830–1831, 6 Teile
  - Teil I: Comprehending the Pathological Preparations in Spirit. R. Taylor, London 1830; online
  - Teil II: Comprehending the Pathological Preparations in a Dried State. R. Taylor, London 1830; online
  - Teil III: Comprehending the Human and Comparative Osteology. R. Taylor, London 1831; online
  - Teil IV. Fasciculus I. Comprehending the First Division of the Preparations of Natural History in Spirit. R. Taylor, London 1830
  - Teil V: Comprehending the Preparations of Monsters and Malformed Parts in Spirit, and in a Dried State. R. Taylor, London 1831; online
  - Teil VI: Comprehending the Vascular and Miscellaneous Preparations in a Dried State. R. Taylor, London 1831; online
- Descriptive and Illustrated Catalogue of the Physiological Series of Comparative Anatomy Contained in the Museum of the Royal College of Surgeons in London. R. Taylor, London 1833–1841, 5 Bände
  - Band I: Including the Organs of Motion and Digestion. R. Taylor, London 1833; online
  - Band II: Including the Absorbent, Circulating, Respiratory, and Urinary Systems. R. Taylor, London 1834; online
  - Band III, Teil I: Nervous System And Organs of Sense. R. Taylor, London 1836
  - Band III, Teil II: Connective and Tegumentary Systems and Peculiarities. R. Taylor, London 1836; online
  - Band IV: Organs of Generation. R. Taylor, London 1838; online
  - Band V: Products of Generation. R. Taylor, London 1841; online
- Descriptive Catalogue of the Fossil Organic Remains of Reptilia and Pisces Contained in the Museum of the Royal College of Surgeons of England. London 1854; online

### Zeitschriftenbeiträge
Säugetiere
- On the Anatomy of the Orang-Utan (Simia satyrus, L.). In: Proceedings of the Committee of Science and Correspondence of the Zoological Society of London. Band 1, 1830, S. 4–5, 8–10, 28–29, 67–72; online
- On the Mammary Glands of the Ornithorhynchus paradoxus. In: Philosophical Transactions of the Royal Society of London. S. 516–538, London 1832
- On the Generation of the Marsupial Animals; with a Description of the Impregnated Uterus of the Kangaroo. In: Philosophical Transactions of the Royal Society of London. S. 333–364, London 1834
- On the Ova of the Ornithorhynchus paradoxus. In: Philosophical Transactions of the Royal Society of London. S. 555–564, London 1834
- On the Osteology of the Chimpanzee and Orang Utan. In: Transactions of the Zoological Society of London. Band 1, S. 343–379. London 1835
- On the Anthropoid Apes. In: Report of the Twenty-Fourth Meeting of the British Association for the Advancement of Science; Held at Liverpool in September 1854. London 1855, S. 111–113; online
- On the Characters, Principles of Division, and Primary Groups of the Class Mammalia. In: Journal of the Proceedings of the Linnean Society of London. Zoology. Band 2, Nr. 5, London 1858, S. 1–37; online

Wirbellose
- Description of a Microscopic Entozoon (Trichina spiralis) Infesting the Muscles of the Human Body. In: London Medical Gazette. Band 16, 1834–35, S. 125–127
- Descriptions of Some New or Rare Cephalopoda, Collected by Mr. George Bennett, Corr. Memb. Z.S. In: Proceedings of the Zoological Society of London. Band 37, S. 19–23, London 1835
- On a new genus and species of sponge (Euplectella aspergillum). In: Proceedings of the Zoological Society of London. Band 9, S. 3–5, London 1841
- On a new genus and species of Euplectella (Euplectella cucumer O.). In: Transactions of the Linnean Society of London. Band 22, Nr. 2, S. 117–123, London 1857
- On the anatomy of the American king-crab (Limulus. polyphemus Latr.). In: Transactions of the Linnean Society of London. Band 28, S. 459–506, London 1873

Fossilien
- On the Bone of an Unknown Struthious Bird of Large Size from New Zealand. In: Annals and Magazine of Natural History Band 5, 1840, S. 166–168; online
- Report on British Fossil Reptiles. In: Report of the Ninth Meeting of the British Association for the Advancement of Science, Held at Birmingham, August 1839. London 1839, S. 43–126; online
- Report on British Fossil Reptiles. Part II. In: Report of the Eleventh Meeting of the British Association for the Advancement of Science, Held at Plymouth, July 1841. London 1842, S. 60–204; online – Prägung des Wortes Dinosaurier auf S. 103
- On the Remains of Dinornis, an Extinct Gigantic Struthious Bird. In: Proceedings of the Zoological Society of London. London 1843, S. 8–10, 144–146
- Description of Teeth and Portions of Jaws of two Extinct Anthracotheroid Quadrupeds (Hyopotamus vectianus and Hyop. bovinus) Discovered by the Marchioness of Hastings in the Eocene Deposits on the N. W. Coast of the Isle of Wight: With an Attempt to Develope Cuvier's idea of the Classification of Pachyderms by the Number of their Toes. In: Quarterly Journal of the Geological Society Band 4, Nr. 1–2, 1848, S. 103–141, Prägung der Begriffe Paarhufer und Unpaarhufer
- On the Fossil Mammals of Australia. Part I. Description of a Mutilated Skull of a Large Marsupial Carnivore (Thylacoleo carnifex, Owen), from a Calcareous Conglomerate Stratum, Eighty Miles S. W. of Melbourne, Victoria. In: Philosophical Transactions of the Royal Society of London. Band 149, London 1859, S. 309–322
- On the Archaeopteryx of Von Meyer, with a Description of the Fossil Remains of a Long-tailed Species from the Lithographic Stone of Solnhofen. In: Philosophical Transactions of the Royal Society of London. Band 153, S. 33–47. London 1863

Sonstige
- An Account of the Dissection of the Parts Concerned in the Aneurism for the Cure of which Dr. Stevens Tied the Internal Iliac Artery, at Santa Cruz, in the Year 1812. In: Medico-Chirurgical Transactions. Band 16, Teil 1, 1831, S. 219–235. PMC 2116637 (freier Volltext)
- Lyell – On Life and Successive Development. In: Quarterly Review. Nr. 89, September 1851, S. 412–451, anonym veröffentlicht
- Darwin on the Origin of Species. In: Edinburgh Review. Band 3, 1860, S. 487–532, anonym veröffentlicht.

## Nachweise

## Weiterführende Literatur
- John Hedley Brooke: Richard Owen, William Whewell, and the Vestiges. In: British Journal for the History of Science Band 10, 1977, S. 132–145, doi:10.1017/S0007087400015387.
- Giovanni Camardi: Richard Owen, Morphology and Evolution. In: Journal of the History of Biology. Band 34, Nr. 3, Dezember 2001, S. 481–515 doi:10.1023/A:1012946930695.
- Adrian J. Desmond: Richard Owen's Reaction to Transmutation in the 1830's. In: The British Journal for the History of Science. Band 18, Nr. 1, März 1985, S. 25–50, doi:10.1017/S0007087400021683.
- Adrian J. Desmond: Designing the Dinosaur: Richard Owen's Response to Robert Edmond Grant. In: Isis. Band 70, Nr. 2, 1979, S. 224–234; JSTOR:230789.
- Roy M. MacLeod: Evolutionism and Richard Owen, 1830–1868: An Episode in Darwin's Century. In: Isis. Band 56, Nr. 3, 1965, S. 259–280 JSTOR.
- Brian G. Gardiner: Edward Forbes, Richard Owen, and the Red Lions. In: Archives of Natural History. Band 20, Nr. 3, 1993, S. 349–372.
- Richard Startin Owen: The Life of Richard Owen. London: J. Murray, 1894, 2 Bände (mit Beiträgen von Charles Davies Sherborn); Band 1, Band 2.
- Evelleen Richards: A Question of Properly Rights: Richard Owen's Evolutionism Reassessed. In: The British Journal for the History of Science. Band 20, Nr. 2, 1987, S. 129–171; doi:10.1017/S0007087400023724.
- Nicolaas A. Rupke: Richard Owen's Vertebrate Archetype. In: Isis. Band 84, Nr. 2, 1993, S. 231–251, JSTOR.
- Nicolaas A. Rupke: Richard Owen: Biology without Darwin. Überarbeitete Auflage, University Of Chicago Press 2009, ISBN 978-0-226-73177-3.
- Nicholas A. Rupke: Richard Owen's Hunterian Lectures on Comparative Anatomy and Physiology, 1837–55. In: Medical History. Band 29, 1985, S. 237–258.